# Полонський Йосип Матвійович
Йосип Матвійович Полонський (20 грудня 1889, Черкаси — 12 квітня 1973, Москва) — учасник боротьби за радянську владу в Україні.

## Біографія
Народився 8 (20 грудня) 1889 року в Черкасах. Член РСДРП з 1907 року. Учасник революційних подій 1905–1907 років у Черкасах (член страйкового комітету, начальник бойового загону) і Мозирі у Білорусі. У 1906 року був заарештований, 1909 року засланий до Єнісейської губернії. В 1911 році втік із заслання, 1912 року емігрував у Париж, де вів партійну роботу.
Після Лютневої революції 1917 року повернувся до Росії. В 1918–1919 роках був одним з керівників Кримської Республіки. З 1920 року — на керівній державній і профспілковій роботі. Учасник німецько-радянської війни. З 1956 року — персональний пенсіонер. Нагороджений орденом Трудового Червоного Прапора.
Помер в Москві 12 квітня 1973 року.